# Rolf Holmberg
Pour les articles homonymes, voir Holmberg.
Rolf Holmberg (né le 24 août 1914 à Gjerpen et mort le 5 juillet 1979 à Skien) était un joueur de football norvégien, qui évoluait en tant que milieu de terrain.

## Biographie

### Joueur
Il joue sa carrière dans le championnat norvégien de l'ODD Grenland.

### International
Il est également international avec l'équipe de Norvège et est connu pour avoir participé à la coupe du monde 1938 en France.